# Albena-Halbinsel
Die Albena-Halbinsel (bulgarisch полуостров Албена poluostrow Albena) ist eine in ost-westlicher Ausdehnung 13 km lange und 9 km breite Halbinsel, die den östlichen Ausläufer der Brabant-Insel im Palmer-Archipel westlich der Antarktischen Halbinsel bildet. Nach Norden wird sie durch die Mündung des Lister-Gletschers, nach Süden durch die Hill Bay begrenzt. Sie endet nach Osten im Spallanzani Point.
Die bulgarische Kommission für Antarktische Geographische Namen benannte sie 2009 nach dem Urlaubsort Albena an der bulgarischen Schwarzmeerküste.